# Micranthes redofskyi
Micranthes redofskyi är en stenbräckeväxtart som först beskrevs av Johannes Michael Friedrich Adam, och fick sitt nu gällande namn av Reidar Elven och D.F.Murray. Micranthes redofskyi ingår i släktet rosettbräckor, och familjen stenbräckeväxter. Inga underarter finns listade i Catalogue of Life.